# Longipedia paguri
Longipedia paguri is een eenoogkreeftjessoort uit de familie van de Longipediidae. De wetenschappelijke naam van de soort is voor het eerst geldig gepubliceerd in 1884 door Müller W..